# ワイルドフェル・ホールの住人
『ワイルドフェル・ホールの住人』（ワイルドフェルホールのじゅうにん、英: The Tenant of Wildfell Hall）は、アン・ブロンテの長編小説である。1848年に男性名アクトン・ベル (Acton Bell) の筆名で発表された。『ワイルドフェル屋敷の人々』というタイトルで呼ばれることもある。

## あらすじ
第一部:ギルバート・マーカムが語り手である。ワイルドフェル・ホールに、身元のはっきりしない女性ヘレン・グラハムと息子のアーサーが引っ越して来た。このことは近隣でさまざまな噂になる。ギルバートはヘレンに恋をするが、ヘレンはギルバートの友人であるフレデリック・ローレンスの愛人だという噂が流れる。取り乱したギルバートはフレデリックを傷つけてしまう。ヘレンはこのことを知らぬまま、ギルバートの求愛に応えられないことを示そうと、自分の書いたものをギルバートに見せて正体を明かす。
第二部:ヘレンの日記という設定である。ヘレンはアーサー・ハンティンドンに恋をして結婚するが、結婚後のハンティンドンはひどい夫となり、酒や不倫に溺れて妻ヘレンや息子のアーサーを虐待するようになる。様々な苦労の末、ヘレンはハンティンドンから逃げ、兄フレデリックの助けで身を隠すことになった。
第三部:ヘレンはハンティンドンが重病だという知らせを受けて元の家に戻り、夫の看病をしたのちに寡婦となる。ヘレンのことが諦めきれないギルバートは求愛し、結ばれる。

## 日本語訳
- 『ワイルドフェル・ホールの住人』山口弘恵訳 「ブロンテ全集9」みすず書房、1996年。ISBN 4622046296

## テレビドラマ
- ワイルドフェル屋敷の人々（英語版）（1968年、英BBC） - 監督：ピーター・サスディ。出演：コリン・レッドグレイヴ、ブライアン・マーシャル、ジャネット・マンロー。
- ワイルドフェル屋敷の人々（英語版）（1996年、英BBC） - 監督：マイク・バーカー。出演：トビー・スティーブンス、タラ・フィッツジェラルド、ルパート・グレイブス。